# Viktor Klimenko
Viktor Klimenko (russisk: Виктор Клименко) født den 24. november 1942 i en krigslejr i Svetnavalka, Karelen, er en finsk sanger af russisk oprindelse, også kendt som "den syngende kosak".
Klimenko kom til Finland tidligt med sin familie. Han deltog for Finland i 1965 i Eurovision Song Contest med sangen "Aurinko laskee länteen", som dog fik nul point. I løbet af 1970'erne nød han også en vis popularitet i Sverige med optrædener på Berns saloner og Hamburger Börs i Stockholm og på svensk tv. Fra 1980'erne og fremefter har han været aktiv som gospelsanger.

## Diskografi

### Singler
- 1963 - Tuhansien Järvien Maa
- 1964 - Neljäs Mies
- 1964 - Jokaiselle Joku On Kai Rakkain
- 1965 - Aurinko Laskee Länteen
- 1965 - Balladi Vaunukaravaanista / Nepis, Intiaanityttö
- 1965 - Eilinor

### Album
- 1970 - Stenka Rasin
- 1972 - Milaja
- 1972 - Viktor Klimenko
- 1973 - Country & Eastern
- 1974 - Saanhan Luvan
- 1975 - Kauneimmat Joululaulut
- 1977 - Do Dna
- 1978 - Loista, Pala, Rakasta
- 1979 - Nadja
- 1981 - Jeesus On Herra
- 1982 - Minun Herrani Ja Minun Jumalani Juhla!
- 1983 - Halleluja, Jeesus Saapuu
- 1985 - Onnellinen Mies
- 1985 - Jerusalem...Minun Silmäteräni
- 1987 - Viktor Klimenko & Profetiat
- 1987 - Jerusalem
- 1987 - Mama
- 1989 - The Cossacks Album
- 1993 - Matkamiehen Unten Maa
- 1994 - Aarteet
- 1994 - Hymn Till Kärleken
- 1996 - 20 suosikkia – Jokaiselle Joku On Kai Rakkain
- 1997 - 20 suosikkia – Stenka Rasin
- 1998 - Ljubovju Schivi
- 1999 - Viinpuu
- 1999 - Oi Jouluyö
- 2002 - Viktor Klimenko & The Angels: Kaupunki Tuolla
- 2003 - Viktor Klimenko & The Angels: Käymme Joulun Viettohon
- 2003 - Ajomies – Viimeisen Emigrantin Rakastetuimmat Laulut 1–2
- 2004 - Suomi Huiput
- 2006 - Hetki – Kasakan Hellä Kosketus